# Mesothyrsa aeolopis
Mesothyrsa aeolopis är en fjärilsart som beskrevs av Edward Meyrick 1910. Mesothyrsa aeolopis ingår i släktet Mesothyrsa och familjen plattmalar. Inga underarter finns listade i Catalogue of Life.